# Mythes et Légendes : Epok III
Albums de Magma
Mythes et Légendes : Epok II
(2006) Mythes et Légendes : Epok IV
(2008)
Mythes et Légendes : Epok III (sous-titré 35 ans de musique) est le troisième volume d'une série de vidéos du groupe français de rock progressif Magma. Il a été enregistré en 2005 en public au Triton à Paris par Francis Linon. Il est paru en 2007 sur le label Seventh Records.

## Contexte
Ce DVD présenté en digipack noir frappé du sigle de Magma fait partie d'un ensemble de quatre DVD enregistrés entre le 10 mai et le 4 juin 2005 au Triton à Paris. À cette occasion, Magma célébrait son 35e anniversaire en proposant quatre répertoires différents sur quatre semaines consécutives, revisitant ainsi l'essentiel de sa carrière en huit heures de concert. Tous les "grands" morceaux de Magma sont interprétés : les trois mouvements de la trilogie Theusz Hamtaahk, Köhntarkösz, K.A, De Futura ... Chaque semaine, un ou plusieurs anciens musiciens de Magma était invité à se joindre au groupe.

## Contenu
Ce troisième volume nous permet d'entendre Köhntarkösz, extrait de l'album du même nom paru en 1974, des morceaux provenant de Attahk (1978) et une partie d'Ëmëhntëhtt-Rê qui paraîtra en 2009.
L'invité de cette troisième semaine, du mardi 24 au samedi 28 mai 2005, était Benoît Widemann (claviers) qui fut membre de Magma de 1975 à 1982.

## Liste des titres
1. Köhntarkösz (32:29)
2. Lihns (6:52)
3. Ëmëhntëht-Rê part 1 (3:17)
4. Rindoh (3:27)
5. Ëmëhntëht-Rê part 2 (3:00)
6. Hhaï (16:44)
7. Zombies (8:22)
8. Nono (7:00)
9. The Last Seven Minutes (11:13)
10. Bonus : The Last Seven Minutes de l'intérieur de la batterie

## Musiciens
- Christian Vander : batterie, chant
- Stella Vander : chant, percussions
- Isabelle Feuillebois : chant, percussions
- Antoine Paganotti : chant
- Himiko Paganotti : chant
- James Mac Gaw : guitare
- Philippe Bussonnet : basse
- Emmanuel Borghi : Piano électrique Fender Rhodes, claviers
- Benoît Widemann : Fender Rhodes, claviers